# Полиносово
Полиносово — деревня в Александровском муниципальном районе Владимирской области России. Входит в состав Следневского сельского поселения.

## География
Деревня расположена в 13 км к западу от центра поселения деревни Следнево и в 20 км от города Александрова.

## История
Впервые в документах село упомянуто в 1574 году, когда «Андреем и Полуэктом Михайловичами было приложено в Троице-Сергиев монастырь усадище Полиносово по своей душе и по своих родителях». Усадищем называлась помещичья усадьба без деревни. Она и церковь были уничтожены в Смутное время. В патриарших дозорных книгах конца XVII века на пустоши Полиносовой значится «церковная земля Димитрия Солунского». В начале XVIII века она заселена, в 1720 году построена новая деревянная церковь Святителя Николая Мирликийского, в 1721 году она освящена архимандритом Троице-Сергиева монастыря Тихоном Писаревым. В 1764 году после реквизирования монастырских вотчин, Полиносово перешло в казённое ведомство. В 1786 году начата постройка каменной церкви, которая была освящена в 1790 году при епископе Суздальском и Владимирском Викторе. В 1815 году освящён придел во имя преподобного Сергия Радонежского. В 1816 году возведена каменная колокольня. К церкви села Полиносова были приписаны часовни в д. Арсаки и в д. Редриковы Горы. В советское время храм был закрыт и сильно разрушен (завершение храма, трапезная, колокольня).
В XIX веке и первой четверти XX века село входило в состав Александровской волости Александровского уезда. В 1859 г. в казенном селе Палиносово было 45 дворов государственных крестьян (158 мужчин и 164 женщины).
В годы советской власти и до 1998 года село входило в состав Арсаковского сельсовета.

## Население
| 1859 | 1905 | 1926 | 2002 | 2010 | 2021 |
| ---- | ---- | ---- | ---- | ---- | ---- |
| 322  | ↘210 | ↗383 | ↘5   | ↗9   | ↗11  |

## Достопримечательности
В деревни располагаются руины церкви Николая Чудотворца (1786-1790).